# قائمة أندية كرة القدم في ليبيا
هذه هي قائمة أندية كرة القدم في ليبيا
لقائمة كاملة، انظر تصنيف:أندية كرة قدم في ليبيا

## أ
- النادي الأهلي (بنغازي)
- النادي الأهلي (طرابلس)
- النادي الإفريقي (ليبيا)
- نادي الأنصار (ليبيا)
- نادي آساريا
- نادي أبو سليم
- نادي أبي الأشهر
- نادي اتحاد الشرطة (ليبيا)
- نادي الأمل (ليبيا)
- نادي الأولمبي (ليبيا)
- نادي الاتحاد (ليبيا)
- نادي الاتحاد المصراتي

## ت
- نادي التحدي
- نادي الترسانة (ليبيا)
- نادي التصدي
- نادي التعاون (ليبيا)

## ث
(لا توجد أندية في هذا القسم حالياً)

## ج
(لا توجد أندية في هذا القسم حالياً)

## ح
(لا توجد أندية في هذا القسم حالياً)

## خ
- نادي خليج سرت
- نادي الخلود سوكنة
- نادي الخمس

## د
- نادي دارنس

## ر
- نادي رفيق

## ز
- نادي زناتة

## س
- نادي السواعد
- نادي السويحلي

## ش
- نادي الشرارة
- نادي الشط
- نادي الشبيبة
- نادي الشورى

## ص
- نادي الصداقة (ليبيا)
- نادي الصقور (ليبيا)

## ظ
- نادي الظهرة

## ع
- نادي العروبة (ليبيا)

## ق
- نادي القادسية (ليبيا)
- نادي القرضابية

## ك
(لا توجد أندية في هذا القسم حالياً)

## ل
(لا توجد أندية في هذا القسم حالياً)

## م
- نادي المحلة
- نادي المدينة (ليبيا)
- نادي المروج
- نادي المستقبل الليبي

## ن
- نادي النجمة (ليبيا)
- نادي النصر (ليبيا)
- نادي النهضة (ليبيا)
- نادي النجوم أجدابيا
- نادي نجوم البازة

## هـ
- نادي الهلال (ليبيا)

## و
- نادي الوحدة (ليبيا)
- وفاق صبراته

## ي
- نادي اليرموك (ليبيا)

## أخرى
- نادي بنغازي الجديدة